# Vụ án Mr Pips và đồng phạm
Vụ án Mr Pips và đồng phạm hay còn gọi là Vụ án Phó Đức Nam. Đây là một vụ án kinh tế gây chấn động dư luận Việt Nam vào cuối năm 2024 khi công an Hà Nội triệt phá đường dây lừa đảo đầu tư do một du học sinh, TikToker người Vũng Tàu cầm đầu khiến hàng nghìn người bị hại với tổng tài sản bị thu giữ lên đến hơn 5.000 tỷ đồng.

## Vụ án

### Bị can
TikToker Mr Pips hay Phó Đức Nam (sinh năm 1994; HKTT: Tổ 8, khu phố 5, phường 8, thành phố Vũng Tàu, Bà Rịa - Vũng Tàu) là một người có kiến thức rất tốt về tài chính, kinh tế học. Sau khi tốt nghiệp THPT, Đức Nam nhận được học bổng toàn phần tại một trường đại học ở Singapore, chuyên ngành công nghệ thông tin. Đức Nam trở nên nổi tiếng trên mạng xã hội bởi những video đăng tải cuộc sống xa hoa và dạy cách kiếm tiền, với hàng trăm nghìn lượt theo dõi trên TikTok và YouTube.
Lê Khắc Ngọ (sinh năm 1990; HKTT: Căn hộ 2906, Tòa S2 khu nhà dịch vụ văn phòng, số 136 Hồ Tùng Mậu, phường Phú Diễn, quận Bắc Từ Liêm, Hà Nội) cũng là cái tên quen thuộc trong giới đầu tư tài chính với tài khoản TikTok Mr Hunter. Khắc Ngọ xây dựng hình ảnh một nhà đầu tư tự do thành công với hơn 13 năm kinh nghiệm trên thị trường. Để tạo dựng hình ảnh nhằm mục đích lôi kéo các nhà đầu tư tham gia hội nhóm, Mr Hunter thường xuyên đăng ảnh và clip khoe tài sản khủng cùng những chia sẻ về những khoản đầu tư lớn. Ngoài ra, Khắc Ngọ kể bản thân xuất thân từ gia đình thuần nông, từng vấp ngã trên con đường sự nghiệp. Ở tuổi 20, Ngọ nợ số tiền 2 tỷ đồng cho việc khởi nghiệp.

### Diễn biến
Theo điều tra, từ năm 2021, Phó Đức Nam và Lê Khắc Ngọ liên kết một đối tượng quốc tịch Thổ Nhĩ Kỳ có Văn phòng điều hành tại khu Morgan Tower, thành phố Phnôm Pênh, Campuchia và chỉ đạo 07 đối tượng tại Việt Nam thành lập nhiều Công ty “ma” đặt trụ sở tại thành phố Hà Nội, thành phố Hồ Chí Minh và một số tỉnh thành khác.
Các đối tượng đã thành lập nhiều công ty “ma” đặt trụ sở tại TP.HCM, Hà Nội và một số tỉnh, thành khác trên toàn quốc, trong đó có 1 công ty tại TP.HCM làm “bình phong” và có khoảng 44 văn phòng tại Việt Nam; trong đó có 24 văn phòng làm việc trên địa bàn Hà Nội, 20 văn phòng tại các tỉnh, thành khác trên toàn quốc.
Trong đó, nổi bật lên là Công ty TNHH ARTEX VINA (trụ sở: phòng 1206, Citilight Tower, số 45 Võ Thị Sáu, phường Đa Kao, Quận 1, TP. Hồ Chí Minh) có khoảng 44 văn phòng đại diện tại Việt Nam (gồm có 24 văn phòng làm việc tại Hà Nội và 20 văn phòng đại diện tại các tỉnh thành khác). Mặc dù Công ty này không đăng ký hoạt động về chứng khoán, tài chính nhưng vẫn tuyển dụng khoảng 1.000 nhân viên để hoạt động trong lĩnh vực giao dịch ngoại hối, chứng khoán phái sinh. Để thực hiện hành vi lừa đảo, các đối tượng đã tạo lập, quản lý 05 trang web (gồm: Alpha.com, Gtmx.com, Btfx.com, Enzofx.com, Gkfx.com) có giao diện tiếng Anh để tạo niềm tin cho các nhà đầu tư đây là các sàn giao dịch quốc tế, có uy tín nhưng thực chất các trang web này đều được lập trình, gắn với các tài khoản ngân hàng do các đối tượng quản lý; mỗi sàn giao dịch này đều được kết nối với ứng dụng MetaTrader 4, MetaTrader 5 là nền tảng giao dịch ngoại hối, chứng khoán phổ biến trên thế giới.
Đồng thời, Phó Đức Nam và Lê Khắc Ngọ cũng chỉ đạo Đào Diệu Thúy (SN: 1997; HKTT: Mông Dương, Cẩm Phả, Quảng Ninh) và Trần Thị Cẩm Tú (SN: 1996; HKTT: Cẩm Xuyên, Cẩm Xuyên, Hà Tĩnh) tuyển dụng nhân viên vào làm việc tại Công ty và phân cấp quản lý thành nhiều bộ phận (như: Kế toán, Nhân sự, Bộ phận IT, Bộ phận kinh doanh và chăm sóc khách hàng...). Các bộ phận này chịu trách nhiệm thực hiện các hoạt động độc lập, hỗ trợ trợ lẫn nhau để tiếp xúc với khách hàng thông qua một số nền tảng mạng xã hội như: Zoiper, Zalo, Telegram,... cung cấp thông tin sai sự thật từ đó tạo sự tin tưởng cho khách hàng để chuyển tiền vào tài khoản, ví điện tử gắn với sàn giao dịch nhằm mục đích thực hiện giao dịch ngoại hối, chứng khoán phát sinh kiếm lợi nhuận.
Ban đầu, các đối tượng hướng dẫn khách hàng giao dịch nhiều lần với số tiền ít, “có lãi” và rút tiền được; sau đó, sử dụng nhiều thủ đoạn khác nhau để dụ dỗ, thúc đẩy khách hàng nâng vốn giao dịch. Khi khách hàng giao dịch thua lỗ, thậm chí thua hết tiền trong tài khoản (tức “cháy” tài khoản) thì các đối tượng tiếp tục cung cấp thông tin sai sự thật để khách hàng có niềm tin tiếp tục chuyển thêm tiền để “gỡ vốn”, cứ như vậy cho đến khi khách hàng không còn khả năng về tài chính thì các đối tượng chặn liên lạc, chiếm đoạt toàn bộ số tiền mà khách hàng đã chuyển.

## Truy bắt
- Ngày 25 tháng 10 năm 2024, Công an thành phố Hà Nội đã phối hợp Cục Cảnh sát hình sự (C02); Cục An ninh mạng và phòng, chống tội phạm sử dụng công nghệ cao (A05) của Bộ Công an và các đơn vị liên quan tiến hành triệt phá băng nhóm tội phạm lừa đảo chiếm đoạt tài sản xuyên quốc gia này.
- Tính đến đầu tháng 12/2024, cơ quan điều tra đã xác định được 2.661 người bị hại trên khắp lãnh thổ Việt Nam và thu giữ, phong toả nhiều tài sản của các đối tượng, ước tính hơn 5.200 tỷ đồng, bao gồm:
  - 316 tỷ đồng trong tài khoản ngân hàng;
  - Trái phiếu trị giá 09 tỷ đồng
  - Sổ tiết kiệm trị giá hơn 200 tỷ đồng;
  - 69 tỷ đồng tiền mặt và 2,3 triệu USD tiền mặt;
  - 890 miếng vàng SJC; 246 kg vàng nguyên khối
  - 31 siêu xe, 07 xe mô tô hạng sang, đắt tiền;
  - 59 đồng hồ nhãn hiệu nổi tiếng, trị giá khoảng 300 tỷ đồng;
  - 84 trang sức các loại bằng vàng, khảm kim cương...
  - Đồng thời, lực lượng chức năng cũng phong tỏa giao dịch đối với 125 bất động sản.
- Ngày 26 tháng 12 năm 2024, tại buổi họp báo thông tin kết quả công tác công an năm 2024 do Bộ Công an tổ chức, Thiếu tướng Nguyễn Thanh Tùng, Phó Giám đốc Công an thành phố Hà Nội, đã thông tin diễn biến mới là: từ ngày 10/12/2024 cơ quan điều tra đã thu giữ thêm khoảng 100 tỷ đồng. Nâng tổng số tài sản thu giữ, phong tỏa có giá trị đến nay lên tới hơn 5.300 tỉ đồng.[4]
- Hiện nay, công việc điều tra vụ án vẫn đang tiếp tục triển khai do bị can Mr Hunter (Phạm Khắc Ngọ) đã lẩn trốn và bị truy nã quốc tế.[3][5][6]

## Đánh giá
- Thượng tá Cao Văn Thái, Phó Trưởng phòng Cảnh sát hình sự (PC02), Công an thành phố Hà Nội nhận xét:

| “                                        | Trong vụ án này, Phó Đức Nam là đối tượng cầm đầu. Có thể nói đến thời điểm hiện tại, đây là đường dây lừa đảo lớn nhất Việt Nam trong lĩnh vực ngoại hối chứng khoán. | ” |
| — Thượng tá Cao Văn Thái (tháng 12/2024) | |   |

- Ông Vũ Ngọc Sơn, Giám đốc Công nghệ, Công ty Cổ phần Công nghệ An ninh mạng quốc gia (NCS Group) đánh giá:

| “                             | Vụ việc cho thấy các đối tượng lừa đảo áp dụng công nghệ không mới, nhưng chiến lược tiếp cận và quảng bá lại rất công khai, khác biệt: Trái ngược với các vụ việc lừa đảo trước đó - thường ẩn danh hoặc giả mạo cơ quan, tổ chức để chiếm lòng tin - nhóm của đối tượng này sử dụng chính hình ảnh của người cầm đầu để thu hút nạn nhân. | ” |
| — Vũ Ngọc Sơn (tháng 12/2024) | |   |

### Báo điện tử
- Lê Thanh Phong (ngày 12 tháng 12 năm 2024). "Vụ TikToker Mr Pips, nhiều người mắc bẫy vì tham giàu nhanh". www.laodong.vn. Báo Lao Động. Truy cập ngày 12 tháng 12 năm 2024.
- Thanh Hiếu (ngày 13 tháng 12 năm 2024). "Luật sư 'mách nước' để nạn nhân trong vụ Mr Pips lừa đảo lấy lại tiền". www.tienphong.vn. Báo điện tử Tiền Phong. Truy cập ngày 13 tháng 12 năm 2024.

### YouTube
- Tiết lộ học vấn "khủng" của Mr Pips trước khi bị bắt: IELTS 8.5, được học bổng toàn phần trên YouTube
- Vụ Mr Pips lừa đảo: "Bánh vẽ" từ các sàn chứng khoán quốc tế, tiền ảo, ngoại hối trên YouTube
- Từ vụ Mr Pips lừa đảo hơn 5.000 tỷ đồng, lỗ hổng kêu gọi đầu tư "phông bạt" trên mạng xã hội trên YouTube
- Tại sao TikToker "Mr Pips" và đồng bọn có thể dễ dàng lừa đảo được với số tiền 5200 tỷ đồng? trên YouTube